# 奥托里诺·夸列里尼
奥托里诺·夸列里尼（義大利語：Ottorino Quaglierini，1915年5月18日—1992年7月25日），意大利男子赛艇运动员。他曾代表意大利参加1936年夏季奥林匹克运动会赛艇比赛，获得八人单桨有舵手银牌。